# 骆驼之战

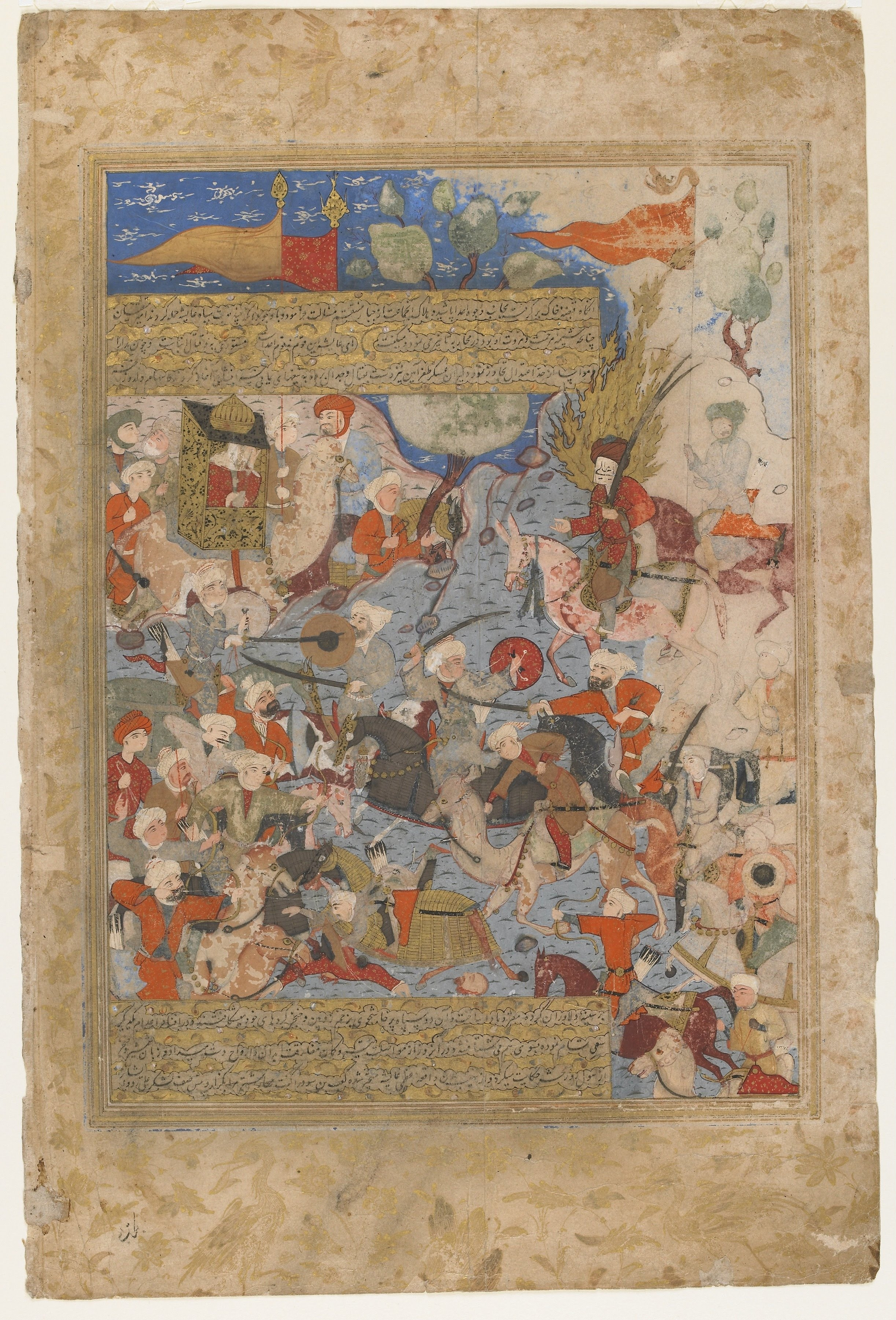
骆驼之战

骆驼之战是公元656年發生在巴士拉郊外的一場戰鬥。當時阿里·本·阿比·塔利卜当选哈里发后，泰勒海和祖白尔不服，他們指控阿里·本·阿比·塔利卜害死奧斯曼·本·阿凡，並且联合阿伊莎進攻阿里·本·阿比·塔利卜。两军在巴士拉附近交戰。最終泰勒海和祖白尔战死，阿以莎被俘。由於阿以莎作戰時坐在駱駝上，所以得名骆驼之战。